# François-Joseph Abadié
François-Joseph Abadié, francoski general, * 1891, † 1977.